# 巴爾塔薩納峰

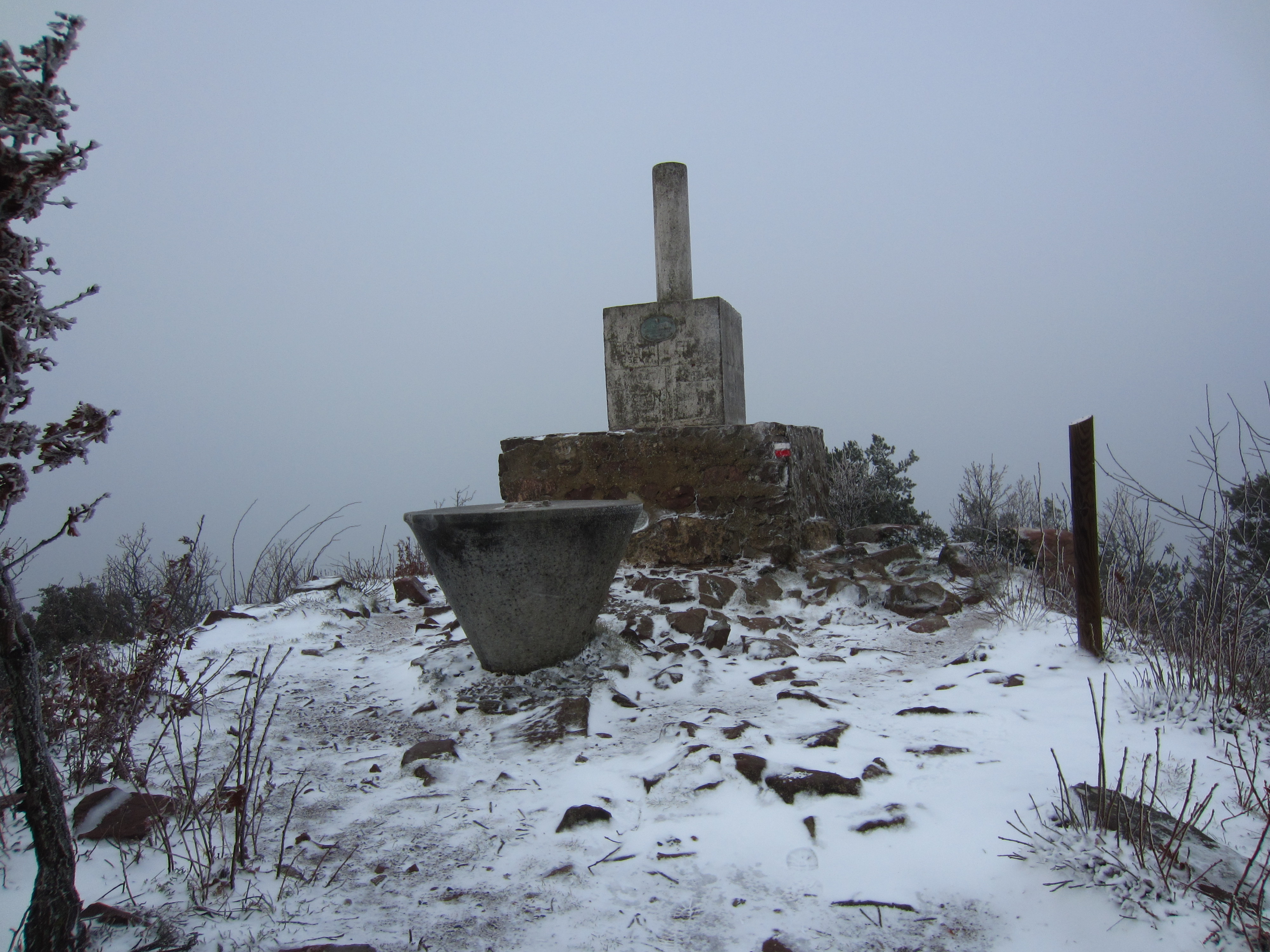
巴爾塔薩納峰的景象

巴爾塔薩納峰，是西班牙的山峰，位於該國東北部加泰羅尼亞，屬於加泰羅尼亞前海岸山脈中普拉德斯山脈的一部分，海拔高度1,203米。
41°19′34″N 1°00′15″E / 41.32611°N 1.00417°E